# Biberach an der Riß
Biberach an der Riß (in alemanno Bibra) è una città tedesca situata nel land del Baden-Württemberg. Per distinguerla dalle altre località con lo stesso nome si chiama Biberach an der Riß ("sul Riß" che è un piccolo fiume che attraversa la città).

## Geografia fisica

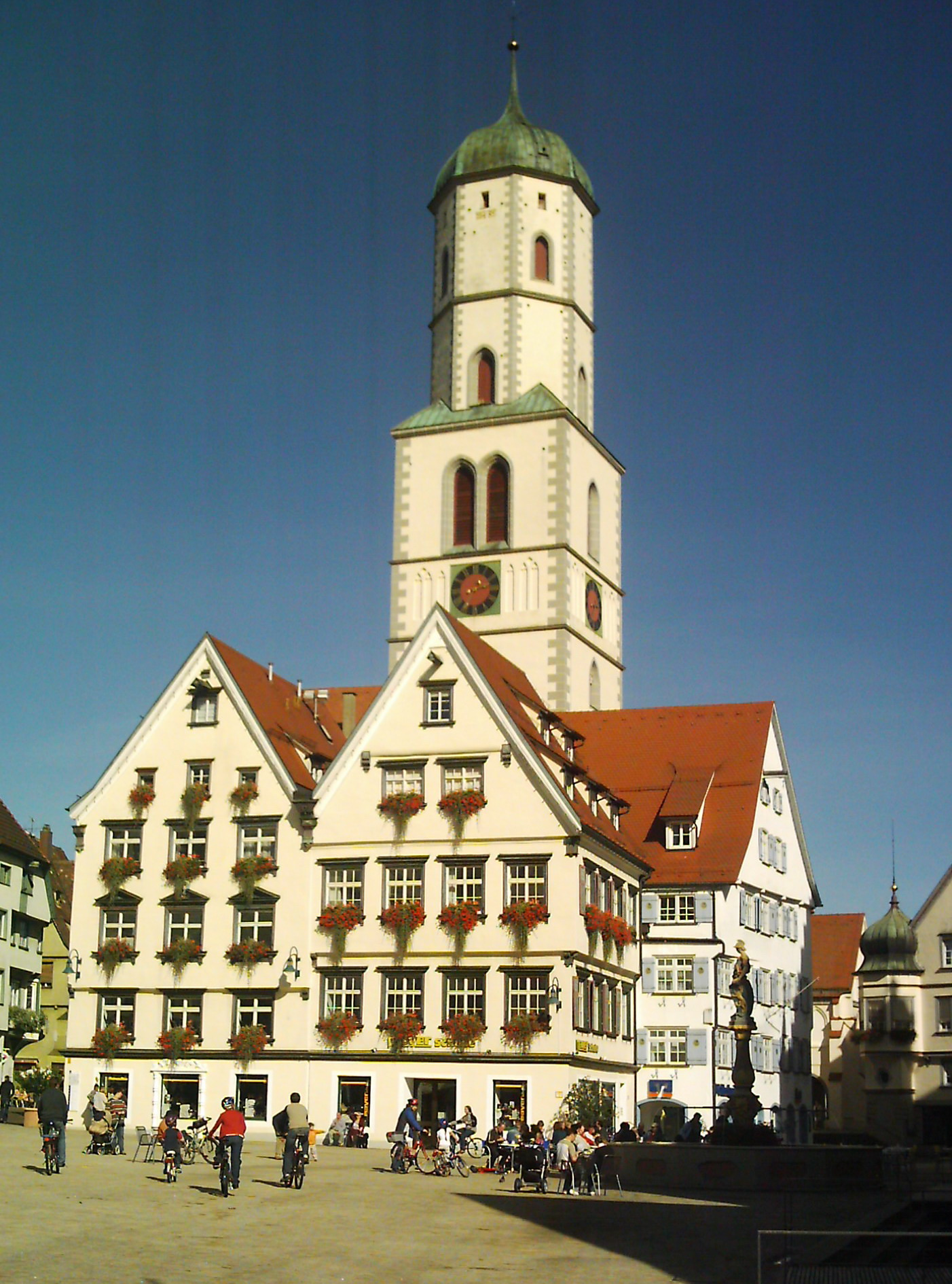
Chiesa di San Martino

Biberach, città nel sud della Germania, è situata nell'Alta Svevia tra le due città principali della regione, Ulma a nord e Friedrichshafen nel sud ed è il capoluogo del Kreis dello stesso nome.
L'agricoltura è predominante, ma ci sono anche importanti imprese per la produzione di macchine utensili (Handtmann), di macchinari per la costruzione edili (gru) (Liebherr) e un'industria farmaceutica (Boehringer-Ingelheim Pharmaceuticals).

## Storia
Fu città libera dell'Impero; con la Riforma protestante, analogamente ad altre città imperiali, per non rompere gli equilibri sociali ed economici riuscì a creare un governo di rappresentanza paritaria tra cittadini di fede cattolica e protestante con equa distribuzione delle cariche pubbliche (Gleichberechtigung), riconoscendo pari diritti di fede ai suoi abitanti e definita così città imperiale paritaria (Paritaerische Reichsstadt).
Divenuta fiorente per i suoi commerci ed acquisito il diritto di voto al Reichstag nel Banco delle città imperiali sveve, raggiunse al momento della sua mediatizzazione nel 1803 quasi 10 000 abitanti su un territorio di circa 31,5 km², quando fu assegnata al Baden e nel 1806 ceduta in permuta per Villingen al regno del Württemberg.
Nel corso del Novecento ha incorporato il territorio di alcuni comuni soppressi: nel 1934 Bergerhausen, nel 1972 Ringschnait e Stafflangen, nel 1974 Rißegg e nel 1975 Mettenberg.

## L'asino di Biberach

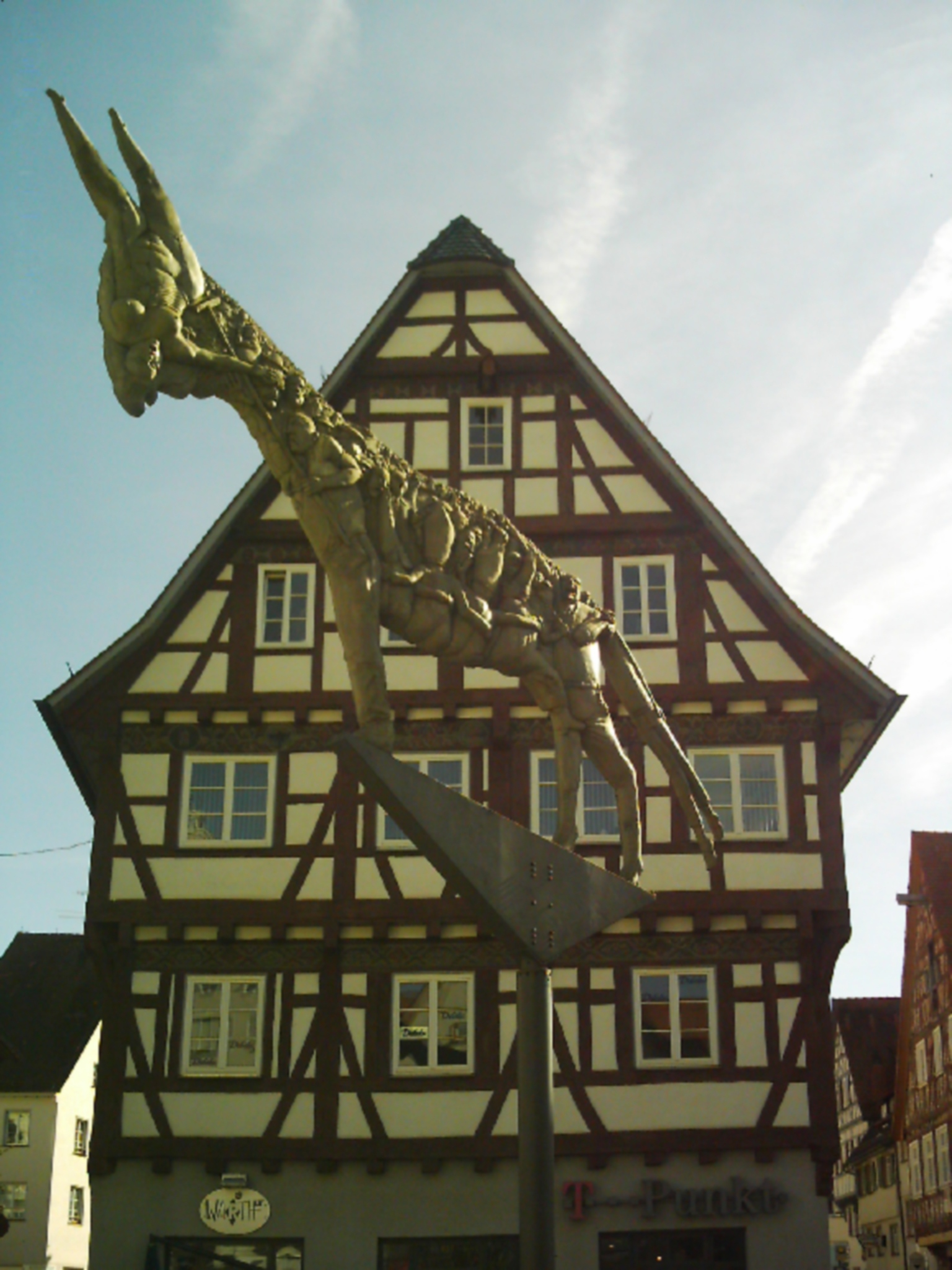
L'asino di Biberach

Ispirandosi all'opera di Christoph Martin Wieland, sulla piazza centrale di Biberach an der Riß è stato innalzato un monumento alla stupidità umana rappresentata dalla statua di un asino composto da corpi umani con questa iscrizione:«Il processo per l'ombra dell'asino - Questo "monumento" s'ispira al primo romanzo satirico scritto in lingua tedesca: La storia degli Abderiti (1781). Christoph Martin Wieland (1733 - 1813) - figlio di una vecchia famiglia di Biberach e autore più letto del suo tempo - descrive in questo romanzo il processo assurdo che è stato intentato per l'ombra di un asino e che ha quasi scatenato la guerra civile nella città fiorente di Abdera. Abdera è dappertutto, dice Wieland, ma innegabilmente questa storia porta il colore locale di Biberach. Nei negozi vicini c'è una descrizione dettagliata. I cittadini e le imprese seguenti hanno contribuito alla creazione di questo monumento.

## Amministrazione

### Gemellaggi
Biberach an der Riß è gemellata con:
- Asti, dal 1982
- Valence, dal 1967[2]